# Georges Bordonove

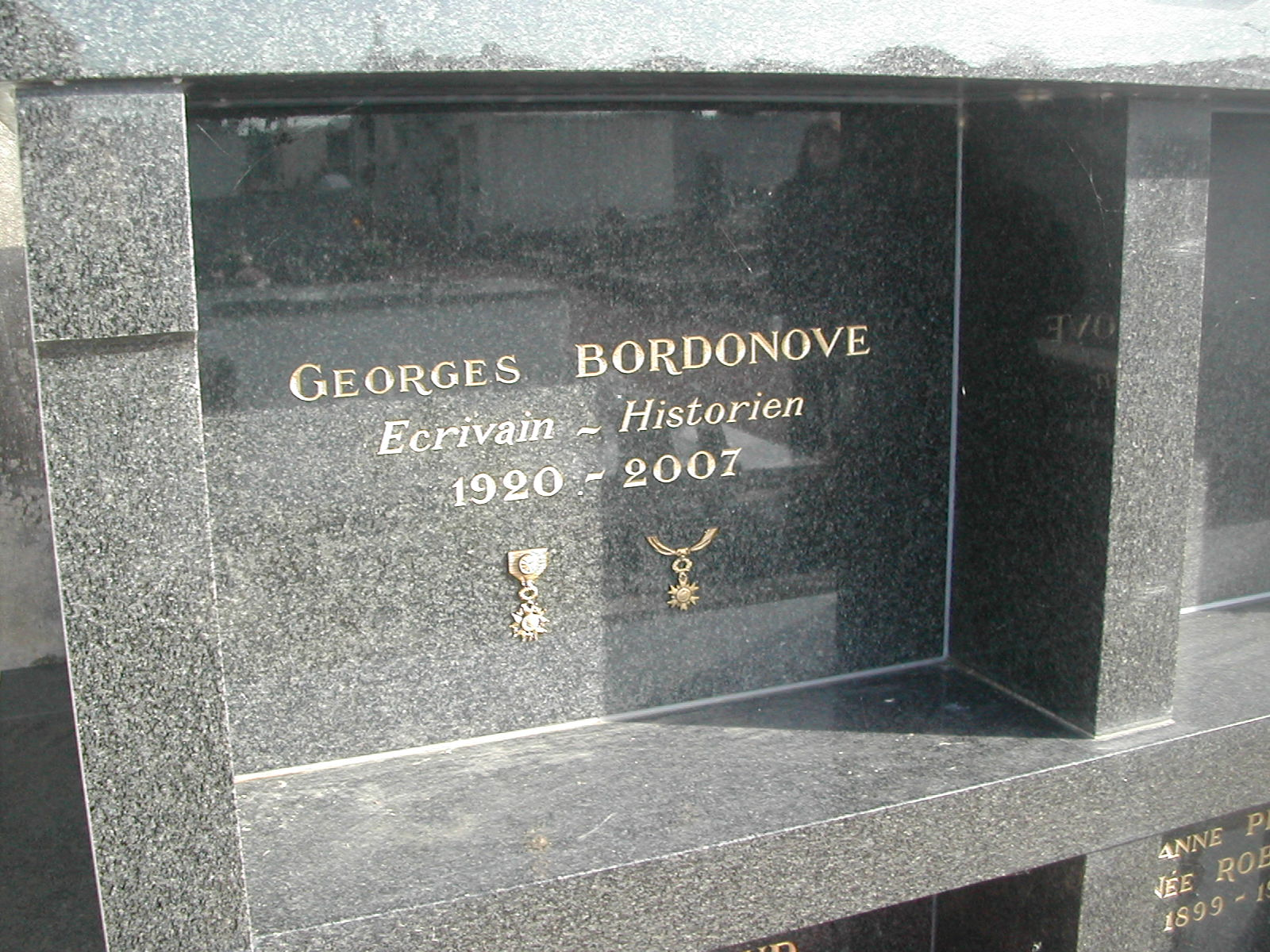
Grobowiec pisarza

Georges Bordonove (ur. 25 maja 1920 w Enghien-les-Bains, Seine-et-Oise, zm. 16 marca 2007 w Antony) – francuski historyk i pisarz.

## Wybrane publikacje w języku polskim
- Życie codzienne zakonu templariuszy, przeł. Anna i Mirosław Loba, Poznań: "Moderski i S-ka" 1998 (wyd. 2 - Zakrzewo 2008).
- Joanna d'Arc, przeł. Bella Szwarcman-Czarnota, Warszawa: "Świat Książki" 2003.
- Ludwik XIV, przeł. Krystyna Szeżyńska-Maćkowiak, Warszawa: Świat Książki - Bertelsmann Media 2006.
- Napoleon Bonaparte, przeł. Grażyna Majcher, Warszawa: Świat Książki 2010.